# Trachylepis adamastor
Trachylepis adamastor (сцинк-адамастор) — вид сцинкоподібних ящірок родини сцинкових (Scincidae). Ендемік Сан-Томе і Принсіпі. Описаний у 2015 році.

## Поширення і екологія
Сцинки-адамастори є ендеміками невеликого, скелястого острівця Тіньйоза-Гранде, розташованого поблизу острова Принсіпі і майже повністю позбавленого рослинності. Живляться дрібними безхребетними і відходами в колоніях морських птахів.

## Збереження
МСОП класифікує цей вид як вразливий через обмежений ареал виду, вразливість до зміни клімату та до інвазиваних видів тварин.